# Staatsmodell
Der Begriff Staatsmodell wird insbesondere in der Politik-, Rechts- und Wirtschaftswissenschaft zur modellhaften Charakterisierung von Staaten verwendet, wobei im Rahmen der Beschreibung und modernen begrifflichen Fixierung von Staatstypen in der Regel jeweils als wesentlich erachtete Merkmale in den Vordergrund gestellt werden. Staatsmodelle können Bestandteil einer politischen Philosophie, wissenschaftlichen Theorie, Utopie oder auch Ideologie sein. In der Literatur werden einzelne Staatsmodelle als Idealtyp, Ideal, Metapher oder Leitbild gekennzeichnet und auf spezifische Ideen, Konzepte oder Konstrukte zurückgeführt.
Zwar werden Staatsbegriffe, mit denen die formale Gliederung der staatlichen Institutionen sowie Herrschaftsform und Regierungssystem beschrieben werden, auch als Staatsmodelle bezeichnet (unter anderem Aristokratie, Demokratie, Diktatur, Monarchie, Republik); allerdings wird für diese speziellen Modelle ebenso der weitaus enger gefasste und somit genauere wissenschaftliche Fachbegriff der Staatsform verwendet.
Weiter gefasst als der Begriff Staatsmodell ist demgegenüber der Begriff des politischen Systems; Staat ist zwar wesentlicher Inhalt des Begriffs, jedoch nicht der ausschließliche.

## Typologien
Typologien von Staatsmodellen können – je nachdem welche Aspekte bei der Beschreibung und vergleichenden Analyse von Begriffen an Bedeutung gewinnen – unterschiedlich ausfallen. So zeigte der Politikwissenschaftler Eckhard Jesse in seinem Aufsatz Typologie politischer Systeme der Gegenwart, dass Staatsmodelle beispielsweise „nach geografischen (z. B. Flächenstaat), nach ökonomischen (z. B. Industriestaat)“ oder „nach demographischen (z. B. Nationalitätenstaat)“ Gesichtspunkten unterschieden werden könnten. Würde dieser Ansatz weiter verfolgt werden, so ließen sich zahlreiche weitere Kriterien der Unterscheidung finden. So unter anderen soziale (Personenverbandsstaat, Wohlfahrtsstaat, Sozialstaat), kulturelle und nationale (Kulturstaat, Nationalstaat), institutionelle (Fürstenstaat, Beamtenstaat, Parteienstaat, Schlanker Staat), rechtliche (Rechtsstaat), qualitative (Starker Staat) und moralisch-ethische (Obrigkeitsstaat, Unrechtsstaat). Unter dem geografischen Gesichtspunkt ließen sich zudem noch Territorialstaat, Kleinstaat, Stadtstaat, Inselstaat, Binnenstaat und Weltstaat zu einer Gruppe klassifizieren. Jesse ergänzte indessen: „Man kann [u. a.] nach der Staatsform differenzieren (z. B. Republik oder Monarchie), nach der internationalen Bedeutung des Staates (z. B. Großmacht) oder danach, wie die Macht im Staat verteilt ist (z. B. Einheitsstaat oder Bundesstaat).“ Im Rahmen der Suche nach einer geeigneten Typologie für die Gegenwart betrachtete er allerdings die Frage als wesentlich, ob „die politische Führung durch den Willen der Bevölkerung legitimiert ist oder nicht“; zugespitzt in der Formel „Demokratie oder Diktatur“. Demgemäß konzentrierte er sich bei seiner Untersuchung und näheren Klassifizierung auf Demokratietheorien, Autoritarismustheorien und Totalitarismustheorien.
Typologien und deren Ergebnisse hängen allgemein vom jeweiligen Forschungsinteresse des Wissenschaftlers und dem Ausdifferenzierungsgrad bei der Klassifizierung ab. So können Staatsmodelle auch unter dem Aspekt verglichen werden, welche Funktion oder welchen Zweck sie erfüllen. Während des Ersten Weltkriegs wurde zum Beispiel die Frage brisant, „welches Staatsmodell friedens- oder kriegsfördernd und welches Staatsmodell dem anderen im und nach dem Krieg überlegen sei“. Spezifische Staatsmodelle werden je nach Zeit und Ort als mehr oder weniger bedeutsam erachtet. Zudem unterliegt die öffentliche Wahrnehmung von Staatsmodellen den Veränderungen in den Gesellschaftstheorien. In seinem Aufsatz Diskurse über Staatsaufgaben nahm der Soziologe Franz-Xaver Kaufmann eine historische Perspektive ein, indem er sich fragte, welchen Modellen seit dem 16. Jahrhundert in Europa hinsichtlich der Frage nach den Staatsaufgaben besondere Bedeutung beigemessen wurde. Dabei legte er sich auf vier als grundlegend erachtete Typen fest: Nach ihm sei etwa zwischen dem 16. und 18. Jahrhundert der Polizeistaat das dominierende Modell gewesen. Im Zuge der Konsolidierung der Staatsentwicklung entwickelte sich der moderne Rechtsstaat. Zwischen den 1920er und 1970er Jahren spielte das Modell des Sozialstaats die herausragende Rolle; abgelöst seitdem durch den „Steuerungsstaat“, in dem der Staat mit Blick auf die Handlungsprämissen von politischen Akteuren „die spezifischen Eigenarten des Interventionsfeldes und die Interessen der betroffenen Akteure berücksichtigt“.
Aus der Perspektive der Verwaltungsrechtswissenschaft wird die historische Abfolge von als wesentlich erachteten Staatsmodellen wiederum anders gesehen. So sind in dieser Wissenschaft um die Wende zum 21. Jahrhundert zwei Vorstellungen verbreitet: Erstens die, dass eine Entwicklung vom Rechtsstaat über den Sozialstaat bis hin zum Umweltstaat stattgefunden habe. Und zweitens diejenige, bei der nach dem Modell des von Thomas Hobbes konzipierten Obrigkeitsstaats der bereits bei John Locke angelegte und später von Ernst Fraenkel definierte neoliberale Minimalstaat, sodann der pluralistische „Verhandlungsstaat“ sowie der „funktionale Staat“ folgt. Die Rechtswissenschaftlerin Susanne Baer nahm zwar das zuletzt genannte Grundschema auf, kritisierte allerdings dessen Ausdifferenzierungsgrad aufgrund des fehlenden Sozialstaatsmodells, denn sowohl das Sozialrecht als auch das Verfahrensrecht sei durch das Staat-Bürger-Verhältnis mitgeprägt. Unter diesem Vorzeichen setzte sie sich näher mit verschiedenartigen Staatstypen auseinander, die an das Modell des Sozialstaats angelehnt sind (Präventionsstaat, Schutz-Staat, schlanker Staat, Leistungsstaat, Gewährleistungsstaat, aktivierender Staat, Verhandlungsstaat, kooperativer Staat).